# Ikondo-Kondo I
Ikondo-Kondo I (ou  Ekondokondo, Ekundokundo, Ekundukundu, Ekundukundu I, Ekundu-Kundu) est un village du Cameroun, situé dans la Région du Sud-Ouest, à proximité de la frontière avec le Nigeria. Il est rattaché administrativement à la commune de Mundemba, dans le département du Ndian. À l'origine dans l'enceinte du parc national de Korup, il a été réinstallé en 2000 en périphérie de celui-ci, au nord de Mundemba

## Population
Les habitants sont principalement des Korup. Lors du recensement de 2005 on y a dénombré 221 personnes.